# Belle (expérience)
Pour les articles homonymes, voir Belle.
L’expérience Belle est une expérience de physique des particules menée par la "Collaboration" BELLE, une équipe temporaire internationale de 400 physiciens et ingénieurs, pour la recherche des effets de la violation de symétrie CP, et conduite à l’Organisation de Recherche de l’Accélérateur des hautes Énergies (K2K), à Tsukuba, Préfecture d'Ibaraki, au Japon.

## Description
Le détecteur Belle est précisément positionné au point de collision de l'accélérateur KEKB (en), un collisionneur à énergie asymétrique électron-antiélectron. C’est un détecteur de particules à multiples couches. Il se distingue par les caractéristiques suivantes :
- grande couverture (en angle solide) ;
- localisation précise de vertex, de l’ordre de dizaines de micromètres, fourni par un détecteur de vertex au silicium ;
- bonne séparation des couples pion–kaon dont les valeurs de moment s’étagent de 100 MeV/c à quelques GeV/c, grâce à un détecteur à Tcherenkov novateur ;
- et un calorimètre électromagnétique à grande précision (à quelque pour-cents), comportant un scintillateur à cristaux d’iodure de césium-thallium (CsI-Tl).

Ces paramètres autorisent de nombreuses autres recherches scientifiques que la violation CP. Ainsi, on y a mené des recherches à grande échelle portant sur des désintégrations rares, des recherches de particules exotiques et des mesures de précision sur les mésons B, mésons D et les tauons. Elles ont conduit à près de 300 publications scientifiques dans des revues de physique[réf. nécessaire].

## Résultats
Les réussites de Belle à ce jour comprennent les résultats suivants :
- la première observation de la violation CP (2001) en dehors du système des kaons ;
- l’observation de : {\displaystyle B\to K^{*}l^{+}l^{-}} et de {\displaystyle b\to sl^{+}l^{-}} ;
- la mesure de {\displaystyle \phi _{3}} par l’utilisation de {\displaystyle B\to DK,D\to K_{S}\pi ^{+}\pi ^{-}} (graphe de Dalitz) ;
- la mesure des éléments de la matrice CKM {\displaystyle |V_{ub}|} et {\displaystyle |V_{cb}|} ;
- l’observation de violation CP direct dans {\displaystyle B^{0}\to \pi ^{+}\pi ^{-}} et {\displaystyle B^{0}\to K^{-}\pi ^{+}} ;
- l’observation de transitions {\displaystyle b\to d} ;
- la mise en évidence de {\displaystyle B\to \tau \nu } ;
- l’observation d’un grand nombre de particules nouvelles, dont X(3872).

## Localisation, performances
L’expérience Belle est menée sur l’accélérateur KEKB, la machine ayant la plus forte luminosité au monde. La luminosité instantanée dépasse 2,11 × 1034 cm−2 s−1. La luminosité intégrée collectée sur la masse de la résonance Υ(4S) (Upsilon) vaut environ 710 fb−1 (soit 700 millions de fois plus que la paire de mésons B-Anti-B). La plupart des données sont enregistrées sur la résonance Υ(4S), qui désintègre les paires de mésons B. Environ 10 % des données sont enregistrées sous la résonance Υ(4S) en vue d'études ultérieures. En outre, Belle a effectué des jets spéciaux aux durées raccourcies avec la résonance Υ(5S) pour l'étude de mésons B étranges, de même que sur la résonance Υ(3S) pour la mise en évidence de la matière noire et du boson de Higgs.
Des discussions sont en cours autour du projet d’une super B-factory (en), une installation améliorée avec une magnitude lumineuse augmentée de deux ordres de grandeur.

## Porte-paroles
- Fumihiko Takasaki ;
- Masanori Yamauchi ;
- Yoshihide Sakai.

## Groupes de recherche
- Charm ;
- CKM ;
- DCPV - Violation CP directe (Direct CP Violation) ;
- ICPV - Violation CP indirecte (Indirect CP Violation) ;
- τ (tau) et 2γ (2 amma) ;
- Υ(5S) [Upsilon].